# Alia Bhatt
Alia Bhatt (Bombaim, 15 de Março de 1993) é uma atriz, modelo, cantora e empresária de origem indiana e cidadania britânica, que atua em filmes de Bollywood. A atriz mais bem paga na Índia, a partir de 2019, seus elogios incluem quatro Filmfare Awards. Ela já apareceu na Forbes India's 100 celebrity list desde 2014 e foi destaque pela Forbes Ásia em sua 30 Under 30 list de 2017.
Nascida na família Bhatt, é filha do cineasta Mahesh Bhatt e da atriz Soni Razdan. Depois de fazer sua estreia como atriz quando criança no thriller de 1999 Sangharsh, Bhatt desempenhou seu primeiro papel principal no drama adolescente de Karan Johar, Student of the Year (2012). Ela se estabeleceu com papéis principais em vários filmes produzidos pelo estúdio de Johar, Dharma Productions, incluindo os romances 2 States (2014), Humpty Sharma Ki Dulhania (2014) e Badrinath Ki Dulhania (2017); e o drama adulto Dear Zindagi (2016). Bhatt ganhou o Filmfare Critics Award de Melhor Atriz por interpretar uma vítima de seqüestro no drama rodoviário Highway (2014) e três prêmios de Melhor Atriz na cerimônia por interpretar um migrante Bihari no drama criminal Udta Punjab (2016), uma espiã no o thriller Raazi (2018) e a namorada volátil de um aspirante a rapper no drama musical Gully Boy (2019).
Além de atuar em filmes, Bhatt lançou sua própria linha de roupas e bolsas e é a fundadora da iniciativa ecológica CoExist. Ela cantou seis de suas músicas, incluindo o single "Samjhawan Unplugged" em 2014, e participa de shows e turnês.

## Vida e carreira

### Início da vida e trabalho (1993–2012)

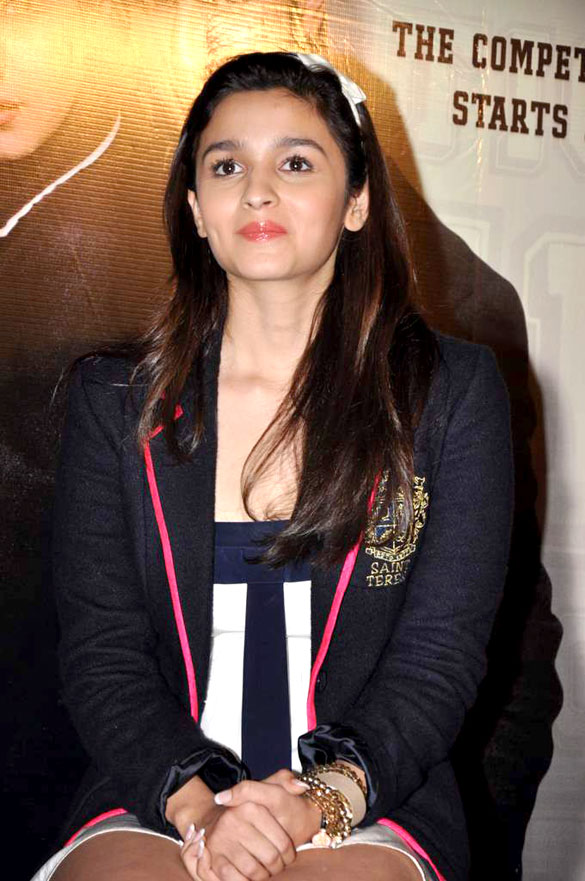
Bhatt em um evento para promoção de Student of the Year em 2012.

Alia Bhatt nasceu em 15 de março de 1993 em Bombaim (atual Mumbai) na família Bhatt, do diretor de cinema indiano Mahesh Bhatt e da atriz Soni Razdan. Seu pai é descendente de Gujarati e sua mãe tem ascendência caxemira-Pandit e alemã. Ela possui cidadania britânica. Alia tem uma irmã mais velha, Shaheen, e dois meio-irmãos, Pooja e Rahul Bhatt. O ator Emraan Hashmie o diretor Mohit Suri são seus primos paternos, enquanto o produtor Mukesh Bhatt é seu tio. Bhatt foi educada na escola Jamnabai Narsee.
Ao descrever sua infância, Bhatt disse: "Tive uma educação bastante fundamentada e modesta. Não tive os prazeres que as pessoas pensam que eu teria porque sou filha de Mahesh Bhatt". Ao crescer, ela não tinha um vínculo estreito com o pai; Razdan disse que ela criou seus filhos principalmente como mãe solteira, pois seu marido não se interessava muito por suas vidas. Bhatt aspirava ser atriz desde tenra idade, e disse que percebeu pela primeira vez enquanto ensaiava para o coral da escola no jardim de infância. Ela logo começou a ter aulas de dança no instituto de Shiamak Davar. Seu primeiro papel como atriz foi aos cinco anos na produção de seu pai, Sangharsh (1999), na qual ela interpretou brevemente a versão mais jovem do personagem de Preity Zinta. Falando sobre sua experiência, Bhatt disse mais tarde: "Não me lembro de grande parte das filmagens. Eu iria aos sets apenas para comer".
Bhatt teve seu primeiro papel de protagonista em 2012 com o filme adolescente de Karan Johar, Student of the Year, ao lado de Sidharth Malhotra e Varun Dhawan. Ela fez o teste ao lado de 500 garotas e foi escalada após perder 16 kg. Ela interpretou uma adolescente sofisticada envolvida em um triângulo amoroso. Anupama Chopra, do Hindustan Times, mencionou semelhanças entre sua personagem e a interpretada por Kareena Kapoor em Kabhi Khushi Kabhie Gham, de Johar (2001), mas observou que seu desempenho foi "sem a atitude assassina". Lisa Tsering do Hollywood Reporter a dispensou como "Um desbotamento. Ela não apenas é deselegante nos números de dança, mas suas expressões são limitadas; e o retoque digital de seu rosto durante o filme é uma distração". Student of the Year arrecadou US$ 13 milhões nas bilheterias.

### Estabelecendo-se em Bollywood (2014–2018)
Desanimada com a resposta crítica em Student of the Year, Bhatt estava empenhado em desempenhar um papel melhor. Ela encontrou-o em no filme de Imtiaz Ali Highway (2014), no qual ela estrelou como uma adolescente solitária que desenvolve a síndrome de Estocolmo depois de ser seqüestrada. Ela teve aulas de dicção para melhorar seu hindi e foi desafiada pelos requisitos emocionais e físicos da peça. Ali rodou o filme em sequência e várias cenas foram improvisadas em conjunto com base em reações de Bhatt. Ela disse que vários aspectos da jornada de sua personagem se espelharam na sua, pois foi a primeira vez que ela experimentou situações diferentes de sua própria educação privilegiada. Ronnie Scheib, da Variety, tomou nota de seu "perfumado amor adocicado" e elogiou-a por "trazer uma tristeza subjacente e uma inteligência melancólica" de sua parte. O filme teve um desempenho inferior nas bilheterias; Bhatt ganhou o prêmio Filmfare Critics Award de Melhor Atriz e também ganhou uma indicação de Melhor Atriz na cerimônia. Ela também apareceu no curta-metragem de Vikas Bahl sobre segurança das mulheres, intitulado Going Home.
Continuando sua colaboração com a produtora de Johar, Dharma Productions, Bhatt estrelou os filmes românticos 2 States e Humpty Sharma Ki Dulhania (ambos em 2014). O primeiro foi uma adaptação do romance de Chetan Bhagat, de mesmo nome, e trata de dois estudantes de administração que têm dificuldade em convencer os pais de seu relacionamento. Por seu papel como uma menina tâmil obstinada, ela aprendeu a falar suas falas no idioma com a ajuda de um tutor. Shubhra Gupta, do The Indian Express, apreciou Bhatt, rotulando-a de "surpresa" e "fácil, fresca e natural". Ela desempenhou uma garota Punjabi que tem um caso antes de seu casamento no filme de Shashank Khaitan Humpty Sharma Ki Dulhania. Co-estrelado por Varun Dhawan, o filme foi descrito como uma homenagem a Dilwale Dulhania Le Jayenge (1995) por Johar. Escrevendo para o India Today , Rohit Khilnani achou que Bhatt havia apresentado "uma de suas melhores performances até agora", embora Nandini Ramnath, de Mint, a achasse sem sutileza, escrevendo que estava "mais à vontade para expressar seus sentimentos através do diálogo e ações ". Ambos os filmes tiveram sucesso comercial, cada um ganhando mais de US$ 14 milhões em todo o mundo. Suas realizações em 2014 a estabeleceram em Bollywood.

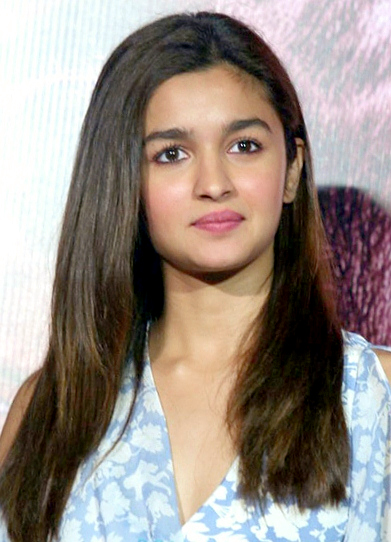
Bhatt em um evento para Udta Punjab em 2016.

Bhatt colaborou com Bahl mais uma vez na comédia romântica Shaandaar. Lançado em 2015, o filme apresentava Shahid Kapoor e Bhatt como insones que se apaixonam durante um casamento de destino. Kunal Guha, de Mumbai Mirror, criticou o filme e escreveu que Bhatt "dá vida à personagem dela, mas falha em dar um jeito nisso". Shaandaar não teve um bom desempenho comercial. Ela começou 2016 com um papel de apoio no drama Kapoor & Sons, que foi um sucesso comercial e crítico.
Bhatt assumiu o papel de uma pobre migrante Bihari em Udta Punjab (2016), um drama criminal sobre abuso de substâncias do diretor Abhishek Chaubey. O intenso papel marcou um afastamento das partes mais alegres que ela interpretara e, em preparação, assistiu a documentários sobre abuso de drogas e aprendeu a falar um dialeto Bihari. O filme gerou polêmica quando o Conselho Central de Certificação de Filmes considerou que representava Punjab sob uma luz negativa e exigia extensa censura antes de seu lançamento. Mais tarde, o Tribunal Superior de Bombaim limpou o filme para exibição com um corte de cena. O desempenho de Bhatt foi aclamado pela crítica. Raja Sen, do Rediff.com, escreveu que "se compromete com o sotaque e lida com a seção mais desagradável do filme, e é impressionante durante um discurso incendiário que eleva o filme inteiro a um outro nível". Em seguida, Bhatt interpretou uma jovem problemática que consulta com um terapeuta (interpretado por Shah Rukh Khan) no filme maduro Dear Zindagi (2016). Ao escrever para a IndieWire, Anisha Jhaveri elogiou-a por proporcionar angústia milenar com "uma tridimensionalidade". Udta Punjab e Dear Zindagi ganhou nomeações para Bhatt; no primeiro, ganhou o Screen Award e o Filmfare Award de Melhor Atriz; no segundo, recebeu uma indicação adicional de Melhor Atriz no Filmfare.
A série de filmes de sucesso continuou com o próximo projeto de Bhatt - a comédia romântica Badrinath Ki Dulhania (2017) - que a reuniu com Khaitan e Dhawan. Conta a história de uma jovem independente (Bhatt) que se recusa a se adaptar às expectativas patriarcais de seu noivo chauvinista (Dhawan). Rachel Saltz, do The New York Times, tomou nota da declaração do filme sobre igualdade de gênero e escreveu: "Sem nunca cair nos clichês da heroína de Bollywood, [Bhatt] incorpora sem esforço essa coisa admirável: uma mulher moderna". Ela recebeu outra indicação ao Filmfare de Melhor Atriz. O thriller de espionagem de Meghna Gulzar , Raazi (2018), estrelou Bhatt como Sehmat, uma espiã da Caxemira casada com um oficial do exército paquistanês. Situado durante a Guerra Indo-Paquistanesa de 1971, o filme é uma adaptação do romance de Harinder Sikka,  Calling Sehmat. Anna MM Vetticad, da Firstpost, considerou Bhatt "estupendo" no papel, acrescentando que "a jovem estrela mais uma vez exibe a maturidade e a confiança de uma veterana diante das câmeras". Raazi provou ser um dos filmes hindus de maior bilheteria liderados por mulheres, e seu sucesso levou a Box Office India a creditar Bhatt como a atriz contemporânea mais bem-sucedida do cinema hindi. Ela ganhou outro prêmio de Melhor Atriz no Filmfare.

### Gully Boy e além (2019 – presente)

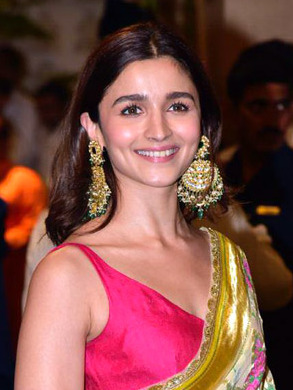
Bhatt em 2019.

Em 2019, Bhatt lançou sua própria empresa de produção chamada Eternal Sunshine Productions. Ela estrelou ao lado de Ranveer Singh no filme de Zoya Akhtar Gully Boy, um musical inspirado na vida dos rappers de rua Divinos e Naezy. Ela participou de oficinas de atuação para aprender um dialeto do gueto que lhe permitia improvisar no set. O filme estreou no 69º Festival Internacional de Cinema de Berlim. Redatora para Screen International, Lee Marshall opinou que "é o desempenho agudo de Bhatt que carrega com mais sucesso a mistura de humor irônico, romance e comentário social que Gully Boy". Com ganhos globais superiores a US$ 33 milhões, o filme surgiu como o lançamento de maior bilheteria de Bhatt. Gully Boy ganhou um recorde de 13 Filmfare Awards, e Bhatt foi premiado com o terceiro troféu de Melhor Atriz de sua carreira. O drama do período conjunto Kalank marcou o filme de maior orçamento de Bhatt até esse ponto. Situado na década de 1940 antes da partição da Índia, apresentava Dhawan e ela como amantes estrelados. Ela assistiu os filmesMughal-e-Azam (1960) e Umrao Jaan (1981) para aprender a linguagem corporal das mulheres da época; para melhorar suas habilidades de falar urdu, ela assistiu à série de televisão paquistanesa Zindagi Gulzar Hai. Shubhra Gupta lamentou que fosse "assistível, se cada vez mais, irritantemente familiar". O filme não teve um bom desempenho nas bilheterias.
Bhatt fará a próxima equipe com Aditya Roy Kapur , Sanjay Dutt e Pooja Bhatt por Sadak 2, uma sequência do filme criminal de seu pai Sadak (1991) e estrelará ao lado de Ranbir Kapoor na trilogia de fantasia de Ayan Mukerji, a primeira das quais é chamado Brahmāstra. Ela irá aparecer ao lado NT Rama Rao Jr e Ram Charan no Telugu de língua filme de época RRR, e irá retratar o gangster titular e senhora de um Kamathipura bordel em Gangubai Kathiawadi, um filme biográfico dirigido porSanjay Leela Bhansali. Bhatt também se comprometeu a aparecer ao lado de um elenco de Takht , um drama histórico dirigido por Johar.

## Outros trabalhos
Bhatt realizou os vocais para a música "Sooha Saaha" em Highway (2014). AR Rahman, o compositor do filme, a convidou para sua escola de música para se formar. Em 2014, ela cantou a versão desconectada da música "Samjhawan", para os compositores Sharib - Toshi, em Humpty Sharma Ki Dulhania. Em 2016, ela cantou uma versão alternativa da música "Ikk Kudi", para a trilha sonora de Udta Punjab, com sua co-estrela Dosanjh.
Bhatt se apresentou no palco nas cerimônias dos prêmios Filmfare, Screen e Stardust, e também participou de um show em Hong Kong ao lado de Varun Dhawan e Sidharth Malhotra. Em 2013, ela se apresentou em um evento de caridade com Dhawan, Malhotra, Aditya Roy Kapur, Shraddha Kapoor e Huma Qureshi para arrecadar fundos para as vítimas de Uttarakhand, afetadas pelas enchentes. Em agosto de 2016, ela se apresentou em várias cidades da América na turnê "Dream Team 2016", ao lado de Johar, os atores Dhawan, Malhotra, Roy Kapur, Katrina Kaif, Parineeti Chopra e a cantora Badshah.
Em 2013, Bhatt participou de uma campanha para a PETA para aumentar a conscientização sobre animais de rua. Em 2017, ela lançou uma iniciativa ecológica chamada CoExist para aumentar a conscientização sobre o bem-estar dos animais de rua. No ano seguinte, ela colaborou com o Facebook Live para uma campanha chamada Find Your Green, para fazer campanha pelo ambientalismo. Bhatt projetou sua própria marca de roupas para mulheres em 2014 para o portal de moda online Jabong.com e em 2018, lançou sua própria linha de bolsas VIP Industries.

## Na mídia

Bhatt em um evento para a GQ em 2018.

Em 2017, Bhatt foi destaque pela Forbes Asia em sua lista 30 Under 30. Ela já apareceu em Forbes India's 100 celebrity list desde 2014, chegando a oitava posição em 2019. Nesse ano, a revista estimou sua renda anual para ser US$ 8,3 milhões e a listou como a atriz mais bem paga no país. Em 2018 e 2019, a edição indiana da GQ a caracterizou entre os 50 jovens mais influentes do país e a creditou por "encontrar um equilíbrio entre grandes orçamentos, explosões de estrelas e mais filmes orientados para scripts". Bhatt foi listado em primeiro lugar no The Times of India ' s lista de "50 mulheres mais desejáveis" de 2018.
Bhatt também é o endossador de celebridades de várias marcas e produtos, incluindo Coca-Cola, Garnier e Maybelline Duff & Phelps estimou o valor de sua marca em US$ 36,5 milhões, em 2018, a oitava maior das celebridades indianas.

## Filmografia

### Cinema
| Ano  | Título                    | Papel              |
| ---- | ------------------------- | ------------------ |
| 1999 | Sangharsh                 | Young Reet Oberoi  |
| 2012 | Student of the Year       | Shanaya Singhania  |
| 2013 | Ugly                      | Young Shalini      |
| 2014 | Highway                   | Veera Tripathi     |
| 2014 | 2 States                  | Ananya Swaminathan |
| 2014 | Humpty Sharma Ki Dulhania | Kavya Pratap Singh |
| 2015 | Shaandaar                 | Alia Arora         |
| 2016 | Kapoor & Sons             | Tia Malik          |
| 2016 | Udta Punjab               | Bauria/Mary Jane   |
| 2016 | Ae Dil Hai Mushkil        | DJ                 |
| 2016 | Dear Zindagi              | Kaira              |
| 2017 | Badrinath Ki Dulhania     | Vaidehi Trivedi    |
| 2018 | Welcome to New York       | Ela mesma          |
| 2018 | Raazi                     | Sehmat Khan        |
| 2018 | Zero                      | Ela mesma          |
| 2019 | Gully Boy                 | Safeena Firdausi   |
| 2019 | Kalank                    | Roop Chaudhry      |
| 2019 | Student of the Year 2     | Aparição especial  |
| 2020 | Angrezi Medium            | Ela mesma          |

### Curta Metragem
| Ano  | Título            | Papel     |
| ---- | ----------------- | --------- |
| 2014 | Going Home        | Ela mesma |
| 2020 | We Are One Family | Alia      |

### Videos Musicais
| Ano  | Canção           | Artista                                |
| ---- | ---------------- | -------------------------------------- |
| 2019 | Prada            | The Doorbeen (featuring Shreya Sharma) |
| 2019 | Smile Deke Dekho | Sunidhi Chauhan, Amit Trivedi          |

## Discografia
| Ano  | Canção                      | Álbum                     |
| ---- | --------------------------- | ------------------------- |
| 2014 | Sooha Saha                  | Highway                   |
| 2014 | Samjhawan Unplugged         | Humpty Sharma Ki Dulhania |
| 2016 | Ikk Kudi (Club Mix)         | Udta Punjab               |
| 2016 | Love You Zindagi (Club Mix) | Dear Zindagi              |
| 2016 | Ae Zindagi Gale Laga Le – 2 | Dear Zindagi              |
| 2017 | Humsafar (Alia's version)   | Badrinath Ki Dulhania     |